# Казаков, Анатолий Фёдорович
Анато́лий Фёдорович Казако́в (20 сентября 1937, Дороничи, Кировская область — 28 января 2009, Самара) — советский футболист, нападающий. Мастер спорта СССР и чемпион РСФСР (1961).

## Биография
Воспитанник челябинского футбола, начинал играть в юношеской команде «Динамо». Дебютировал в 1956 году в классе «Б» в челябинском «Авангарде». Во время службы в армии играл за СКВО (Оренбург), в 1958 году — в СКВО (Куйбышев).
В 1959 году его пригласил в куйбышевские «Крылья Советов» Александр Абрамов. В первый год за команду сыграл 6 матчей забил 3 мяча. В следующем сезоне он с 9 голами стал лучшим бомбардиром команды.
10 мая 1965 года «Крылья Советов» провели свой первый официальный матч на стадионе «Металлург» — в 1/4 финала Кубка СССР «Крылья» победили ленинградское «Динамо» со счётом 3:1. Автором первого мяча «Крыльев» в чемпионатах страны на стадионе «Металлург» стал Анатолий Казаков.
В 1960—1963 и 1967 годах в «Крыльях Советов» играли два нападающих однофамильца: Анатолий и Борис. 120 мячей из 201 гола, забитого «Крыльями» за эти годы, на счету дуэта. Анатолий Казаков за девять лет игры в «Крыльях Советов» в официальных матчах забил 81 мяч, а всего более 100.
В 1970—2003 тренировал любительские команды Куйбышева/Самары.

## Достижения
командные
- Победитель Первой лиги: 1961
- Чемпион РСФСР: 1961

личные
- Лучший бомбардир команды «Крылья Советов» в матчах Кубка СССР (вместе с Александром Гулевским): 9 мячей[2]
- Лучший бомбардир команды «Крылья Советов» в сезонах: 1960[4], 1961[5] и 1965 (вместе с Анатолием Жуковым)[6]

## Клубная статистика
| Выступление          | Выступление      | Выступление      | Лига | Лига | Кубок | Кубок | Итого | Итого |
| Клуб                 | Лига             | Сезон            | Игры | Голы | Игры  | Голы  | Игры  | Голы  |
| -------------------- | ---------------- | ---------------- | ---- | ---- | ----- | ----- | ----- | ----- |
| Авангард (Авангард)  | Д2               | 1956             | 1    | 1    | —     | —     | 1     | 1     |
| Авангард (Авангард)  | Итого            | Итого            | 1    | 1    | —     | —     | 1     | 1     |
| Крылья Советов       | Д1               | 1959             | 6    | 3    | —     | —     | 6     | 3     |
| Крылья Советов       | Д1               | 1960             | 29   | 11   | —     | —     | 29    | 11    |
| Крылья Советов       | Д2               | 1961             | 28   | 26   | 4     | 4     | 32    | 30    |
| Крылья Советов       | Д1               | 1962             | 30   | 8    | 2     | 1     | 32    | 9     |
| Крылья Советов       | Д1               | 1963             | 33   | 11   | 2     | 0     | 35    | 11    |
| Крылья Советов       | Д1               | 1964             | 9    | 4    | —     | —     | 9     | 4     |
| Крылья Советов       | Д1               | 1965             | 24   | 9    | 4     | 4     | 28    | 13    |
| Крылья Советов       | Д1               | 1966             | 12   | 0    | 1     | 0     | 13    | 0     |
| Крылья Советов       | Д1               | 1967             | 8    | 0    | —     | —     | 8     | 0     |
| Крылья Советов       | Итого            | Итого            | 179  | 72   | 13    | 9     | 192   | 81    |
| Шахтёр (Донецк)      | Д1               | 1964             | 6    | 0    | —     | —     | 6     | 0     |
| Шахтёр (Донецк)      | Итого            | Итого            | 6    | 0    | —     | —     | 6     | 0     |
| Металлург (Куйбышев) | Д2               | 1967             | 6    | 6    | —     | —     | 6     | 6     |
| Металлург (Куйбышев) | Итого            | Итого            | 6    | 6    | —     | —     | 6     | 6     |
| Металлург (Тула)     | Д2               | 1968             | 10   | 1    | —     | —     | 10    | 1     |
| Металлург (Тула)     | Итого            | Итого            | 10   | 1    | —     | —     | 10    | 1     |
| Всего за карьеру     | Всего за карьеру | Всего за карьеру | 202  | 80   | 13    | 9     | 215   | 89    |